# 聖維森特德爾卡古安
聖維森特德爾卡古安是哥倫比亞的城鎮，位於該國南部，由卡克塔省負責管轄，距離首府弗洛倫西亞151公里，始建於1905年，面積21,923平方公里，海拔高度280米，2010年人口62,096。

## 外部連結
- （西班牙文） San Vicente del Caguán official website

2°07′N 74°46′W / 2.117°N 74.767°W